# Kino Ludowe w Ozorkowie
Kino Ludowe – nieczynne kino wybudowane po 1938 r. w Ozorkowie, w województwie łódzkim.

## Historia
Budowę obiektu rozpoczęto w 1938 r. z przeznaczeniem na dom katolicki. W okresie II wojny światowej obiekt przeszedł pod zarząd niemiecki: w tym okresie ukończono budowę i przekazano budynek na użytek świetlicy i biblioteki. W okresie PRL obiekt został upaństwowiony. Był użytkowany jako kino i teatr, a także udostępniany na potrzeby innych wydarzeń takich jak uroczystości państwowe, koncerty, mecze bokserskie itp. Po 1989 r. budynek stanowi własność archidiecezji łódzkiej. W latach 2013-2015 Kino Ludowe działało pod zarządem prywatnego przedsiębiorcy, lecz zawiesiło działalność.

## Współczesność
W 2024 r. modernizacja Kina Ludowego w Ozorkowie została wpisana na listę zadań wspieranych przez Program Regionalny Fundusze Europejskie dla Łódzkiego 2021-2027 z zamiarem ponownego udostępnienia tego obiektu na potrzeby działalności kulturalnej. 